# Neira
El Neira és un riu de la província de Lugo, a Galícia. Neix a la serra do Portelo i és afluent del Miño. Les seves fonts es troben a Fontaneira, al municipi de Baleira, a 940 metres d'altitud. És un riu amb una gran riquesa ecològica. A les seves riberes hi ha boscos de roures, castanyers i bedolls, refugi d'una fauna rica i variada.
Al seu curs alt forma les estretes valls de Neira de Rei i Baralla (Lugo), obrint-se en entrar a la vall de Xusá. Des d'A Pobra de San Xiao fins a la seva desembocadura el seu recorregut és suau. Entre Láncara i Carracedo rep per l'esquerra el riu Lamas i més endavant els seus dos afluents principals: el Tórdea i el Sarria. Desemboca al marge esquerre del Miño, a la confluència dels municipis de Guntín, O Páramo i O Corgo.